# 6 Batalion Karabinów Maszynowych i Broni Towarzyszących
Batalion karabinów maszynowych i broni towarzyszących nr 6 – pododdział piechoty Wojska Polskiego.

## Mobilizacja
Batalion nie występował w organizacji pokojowej wojska. Został sformowany w ramach mobilizacji alarmowej w grupie niebieskiej w czasie A+54, od 24 do 26 sierpnia 1939 przez 59 pułk piechoty w Inowrocławiu z 15 Dywizji Piechoty.
6 batalion karabinów maszynowych i broni towarzyszących był mobilizowany w dworach Orłowo i Gnojno koło Inowrocławia. Batalionem dowodził mjr Henryk Skaczała, kadra batalionu i większość rezerwistów wywodziła się ze składu osobowego 59 pp. Batalion osiągnął gotowość bojową zgodnie z harmonogramem mobilizacyjnym, stawiennictwo rezerwistów było bardzo dobre. 27 sierpnia batalion był wizytowany przez dowódcę 59 pp płk Bolesława Mirgałowskiego. Po zmobilizowaniu składał się z dowództwa batalionu, trzech kompanii karabinów maszynowych i br, tow., kompanii strzeleckiej, plutonów: pionierów, łączności, przeciwpancernego oraz gospodarczego. Skład osobowy to 993 żołnierzy. Posiadał na uzbrojeniu: 2 armaty ppanc. 37 mm, 6 moździerzy 81 mm, 3 granatniki 46 mm, 3 karabiny spec. (przeciwpancerne), 36 ckm i 9 rkm.    
27 sierpnia o godz. 19.00 batalion wymaszerował ze swojego miejsca mobilizacji i podjął marsz wraz 59 pp w kierunku miejsca koncentracji 15 DP. W trakcie przerwy w marszu w Jaksicach została odprawiona msza polowa i odbyła się przysięga. Następnie 6 b km i br. tow. odszedł w rejon wyczekiwania w pobliżu miejscowości Prądy, Miedzyń w okolicach Bydgoszczy. Prowadzono dalsze czynności organizacyjne oraz zgrywano pododdziały w batalionie oraz prowadzono szkolenie obsług broni zespołowej. Wieczorem 31 sierpnia batalion otrzymał rozkaz zajęcia stanowisk obronnych.     

## 6 b km i br. tow. w kampanii wrześniowej

### Walki w rejonie Bydgoszczy
1 września 1939 o świcie 1 kompania km zajmowała stanowiska w rejonie Osowej Góry na północny zachód od Bydgoszczy na odcinku 61 pułku piechoty. 2 kompania km wzmacniała batalion ON „Bydgoszcz” na pozycji obronnej Witoldowo, Wierzchucice, Wierzchucinek na północ od Bydgoszczy, w rejonie obrony 62 pułku piechoty. Reszta batalionu stanowiła odwód na pozycji zapasowej przedmościa bydgoskiego w gotowości do wykonania przeciwnatarcia. Tego dnia jedynie 2 kompania km od godz. 17.00 posiadła styczność bojową z niemieckimi oddziałami piechoty na odcinku 1 kompanii ON bydgoskiego batalionu ON.  
2 września w ciągu dnia 2 kompania km wspierała w walkach obronnych batalion ON „Bydgoszcz”, który bronił przejść przez jeziora w rejonie Wierzchucinka. Wieczorem wraz z bydgoskim batalionem ON opuściła zajmowane pozycje i wycofała się poprzez Gogolinek, Tryszczyn do Bożenkowa. Wieczorem batalion ON „Bydgoszcz”, a wraz z nim 2 kompania km z 6 b km i br. tow. został podporządkowany dowódcy 59 pp. Nad ranem 3 września wraz bydgoskim batalionem ON 2 kompania km obsadził pododcinek Nekla-Augustowo-szosa gdańska. Po południu 2 kompania odeszła w rejon Osowej Góry, gdzie dołączyła do 6 b km i br. tow. Poszczególne kompanie 6 batalionu zajmowały stanowiska w Tryszczynie, Osowej Górze i nad Kanałem Noteckim. Z uwagi na przełamanie obrony 23 pułku piechoty ze składu 27 Dywizji Piechoty na północnym odcinku obrony, od Wisły do szosy gdańskiej, zarządzona została ewakuacja przedmościa bydgoskiego, za rzekę Brdę i Kanał Bydgoski. Nocą 3/4 września 6 b km i br. tow. poszczególnymi kompaniami wycofywał się przez zachodnie przedmieścia Bydgoszczy. 4 września po wyjściu z lasu Czyżkówka około godz. 9.30 kompanie zostały ostrzelane z rejonu toru kolejowego przez niemieckich dywersantów. 
4 września po południu oddziały dywizji otrzymały rozkaz zajęcia nowych rubieży obronnych w pasie obrony 15 DP: Łęgnowo-Jezioro Jezuickie-Kobylarnia-Kanał Notecki. Pas obrony dywizji podzielono na trzy odcinki: południowy, środkowy i północny. Przegrupowanie na nowe odcinki wykonano nocą 4/5 września, 6 batalion km i br. tow. (bez 2 kompanii km i kompanii strzeleckiej) zajął stanowiska obronne na północnym odcinku, na północ od Łęgnowa z głównym zadaniem zamknięcia drogi z Bydgoszczy. Na środkowym odcinku obrony 62 pp, wzmocniły go kompania strzelecka i 2 kompania km 6 b km i br. tow. Na dalekim przedpolu 62 pp na skraju lasu Kujawskiego koło Wyżyn pod Bydgoszczą, zajęła stanowiska 2 kompania km. 6 września na odcinku środkowym 2 kompania prowadziła działania opóźniające niemieckich oddziałów 122 pp wycofując się do własnych linii obronnych. Po spełnieniu celów obrony wieczorem 15 DP podjęła odwrót w kierunku południowych Kujaw. O godz. 21.00 6 batalion (bez 2 kompanii km) wraz z 59 pp podjął marsz odwrotowy poprzez Osiek Wielki, Gniewkowo. 2 kompania km maszerowała samodzielnie w kierunku na Inowrocław. 

### Obrona południowych Kujaw
7 września w godzinach przedpołudniowych 6 batalion wraz z 59 pp dotarł do rejonu Dąbie, Zajezierze, Suchatówka. 2 kompania km doszła przez Złotniki Kujawskie do Inowrocławia. Kolejnej nocy 7/8 września oddziały dywizji wraz z nimi 6 b km i br. tow. otrzymały rozkaz marszu w kierunku południowym na rubież Kanał Parchański-Bachorze-jezioro Gopło. 6 batalion w składzie kolumny 59 pp dotarł przed południem 8 września w rejon Chlewiska, Straszewo i wraz z nim stanowił odwód dywizji. 2 kompania km rano 8 września stanęła w Radziejowie Kujawskim. Dowódca 15 DP gen. bryg. Zdzisław Przyjałkowski otrzymał rozkaz od dowódcy armii przegrupowania dywizji do godz. 9.00 9 września do Brześcia Kujawskiego. 6 b km br. tow. podporządkowany 59 pp podjął marsz w dwóch kolumnach. Pierwsza kolumna przemieszczała się po trasie: kolonia Sroczki, Gosławice, Kamieniec, Ujma Duża, Bądkowo, kolonia Wysocinek, dwór Bachorka, dwór Falborz. Druga kolumna przemieszczała się po trasie: Seroczki, Gęsin, Siniarzewo, Ujma Mała, folwark Krotoszyn, kolonia Miechowice, Romocinek. 9 września rano do 6 batalionu dołączyła walcząca i maszerująca do tego czasu osobno 2 kompania km. Batalion wraz 59 pp zajął obronę na rubieży Miechowice, Kuczyna, Kąkowa Wola. Następnej nocy podjęto kolejne przegrupowanie po trasie przez Kraskowo, dwór Smulsk, Kruszyn, Nakanowo, dwór Wilkowiczki, dwór Rzeżowo. W godzinach porannych 10 września batalion doszedł do Śmiłowic, podczas postoju batalion wypoczywał, uzupełniano żywność i amunicję, porządkowano szeregi, naprawiano i czyszczono sprzęt i broń. W Śmiłowicach odprawiono nabożeństwo polowe.  
11 września rano 6 batalion w ramach sektora obrony 59 pp organizował obronę w dwóch rzutach: I rzut w folwarku Krukowo-Krukówek, II rzut obrony w rejonie dworu i lasu Jarantowice, do obrony rejonu Krukówka została przydzielona do wsparcia batalionu, 9 kompania strzelecka 59 pp. W sektorze obrony 59 pp odparto niemieckie natarcie rozpoznawcze 121 pp wsparte ostrzałem artylerii. 12 września o godz. 15.00 na pozycje 59 pp wyszło natarcie niemieckiej 50 DP w sile trzech batalionów, głównym obiektem ataku stały się miejscowości bronione przez I i II bataliony 59 pp. Na odcinku 6 b km i br. tow. prowadzono jedynie potyczki. Podjęto decyzję dalszego odwrotu, nocą 12/13 września 59 pp wraz z 6 b km i br. tow. i III dywizjon 15 pułku artylerii lekkiej wykonał marsz poprzez: Kępa Szlachecka, Kłóbka, Modlibórz, Lubień, Wola Olszowa, dwór Pomorzany do lasu na wschód od wsi Łanięta. 6 batalion wraz z 59 pp i wspierającym go III/15 pal stanął na postój w Lesie Sokołowskim. 

### Udział w bitwie nad Bzurą
6 batalion km i br. tow. nie brał udziału wraz 59 pp w boju pod Dobrzykowem 14 września, organizował w tym czasie obronę rejonu Gąbina od strony północnej. 15 września 6 b km i br. tow. wraz z 59 pp przeszedł do obrony na linii Jezioro Zdworskie-północny skraj lasów gąbińskich-Piaski. Linię obrony 59 pp obsadził I i II batalionem i 6 batalionem karabinów maszynowych (bez kompanii), wydzielona z batalionu kompania km wraz z kompanią ON broniła przesmyku pomiędzy jeziorami Zdworskim, a Łąckim. 16 i 17 września 6 batalion przemieszczał się za oddziałami 15 DP do Bzury. Do Puszczy Kampinoskiej udało się dotrzeć tylko części batalionu. 19 września pozostałość 6 b km i br. tow. pod dowództwem mjr. Henryka Skaczały weszła w skład pozostałości 59 pp, to jest II batalion i 7 kompania strzelecka i odtworzył 59 pp. Mjr Skaczała objął dowództwo jednego z dwóch batalionów 59 pp.

### W obronie Warszawy
Pozostałości 6 batalionu karabinów maszynowych i broni towarzyszących w sile dwóch uszczuplonych kompanii jako pododdziały 59 pp przedarły się w walkach przez Puszczę Kampinoską 20 września do Warszawy. Stanowiły po uzupełnieniu przez żołnierzy 59 pp i Oddziału Zbierania Nadwyżek 59 pp mjr. Wojciecha Skoniecznego, kościec I batalionu 59 pp pod dowództwem mjr. Skaczały. W składzie pułku kapitulowały 28 września i nocą 30 września wyszły z Warszawy do niemieckiej niewoli.

### Obsada personalna 6 batalionu km i br. tow.
Dowództwo batalionu
- dowódca batalionu - mjr Henryk Skaczała
- zastępca dowódcy batalionu - kpt. Leon Graczyk

pododdziały batalionu:
- dowódca plutonu przeciwpancernego - ppor. Jan Kuśnierz
- dowódca plutonu łączności - NN
- dowódca plutonu pionierów - NN
- dowódca plutonu gospodarczego - NN
- dowódca 1 kompanii km - por. Kazimierz Lewandowski
  - dowódca plutonu - ppor. Franciszek Szulc
  - dowódca plutonu - ppor. Klemens Szczepański
- dowódca 2 kompanii km - por. Stanisław Wanat
  - dowódca plutonu ckm- ppor. Becker
  - dowódca plutonu moździerzy - ppor. Zieliński
- dowódca 3 kompanii km - ppor. Edmund Łukasik
- dowódca kompanii strzeleckiej - por. Waliński